# Los Arcos (Teksas)
Los Arcos je naseljeno mjesto za statističke potrebe u američkoj saveznoj državi Teksas. Prema popisu stanovništva iz 2010. u njemu je živjelo 127 stanovnika.